# Stuart Blakely
Stuart S. Blakely (ur. 15 sierpnia 1956 w Christchurch) – nowozelandzki narciarz alpejski, dwukrotny olimpijczyk.
Na zimowych igrzyskach olimpijskich w Innsbrucku nie ukończył slalomu giganta, zaś w slalomie i zjeździe zajął odpowiednio 35. i 53. lokatę. Cztery lata później uplasował się na 32. miejscu w zjeździe, pozostałych dwóch konkurencji natomiast nie ukończył.
Na obu tych igrzyskach pełnił rolę chorążego reprezentacji.
Brat Margot Blakely, również narciarki alpejskiej.